# Casarill
Casarill (oficialmente en occitano Casarilh) es una población del municipio de Viella y Medio Arán que cuenta con 71 habitantes, situado en la comarca del Valle de Arán en el norte de la provincia de Lérida (España). 
Dentro del Valle de Arán forma parte del tercio de Castiero.
Se encuentra a una altitud de 1150 metros en el margen izquierdo del río Garona, cerca se encuentra la población de Escuñau, Casarill está situado en el margen de la carretera C-28 a 3 kilómetros de distancia de Viella dirección a Salardú (Alto Arán).

## Monumentos y lugares de interés
- Iglesia de Santo Tomás, de estilo románico, con posteriores reformas como en la fachada en el siglo XVIII.[3]